# سیدنی ریگبی واسون
سیدنی ریگبی واسون (انگلیسی: Sydney Rigby Wason; ۲۷ سپتامبر ۱۸۸۷ – ۱۷ مارس ۱۹۶۹) فرد نظامی اهل بریتانیا بود. وی برندهٔ جوایزی همچون صلیب نظامی شده‌است.
او یک افسر ارشد ارتش بریتانیا در جنگ جهانی دوم بود. فرماندهی او شامل یک سپاه در طول نبرد فرانسه و دفاع ضد هوایی جنوب انگلستان و ولز در طول بلیتس بود.